# Lỗ mòn sinh học
Lỗ mòn sinh học - đục sinh học (biopitting) là một hiện tượng địa chất xảy ra khi các hố nhỏ được tạo ra trong đá do sự xói mòn sinh học gây ra bởi các sinh vật và/hoặc vi sinh vật khác nhau (ví dụ, nấm, vi khuẩn, tảo, địa y). Hiện tượng này xảy ra khi các sinh vật phát triển ở trên hoặc gần bề mặt đá.

## Từ nguyên
Các thuật ngữ biopit và biopits đã được giới thiệu vào năm 1981 để mô tả các hiện tượng phân rã sinh học gây ra. Các thuật ngữ đã được các tác giả khác áp dụng để mô tả các sự kiện tương tự.

## Quá trình vật lý
Đục sinh học được phân loại theo nguồn gốc, hình dạng (không đều, tròn, hình trứng), kích thước bề mặt (3 mm đến 15 mm) và độ sâu (phạm vi 1 đến 5 mm).
Sự hình thành quá trình đục sinh học của các sinh vật nấm xảy ra thông qua sự xâm nhập tích cực của đá mà không có hoạt động trước đó bởi các sinh vật khác hoặc phân hủy hóa lý. Quá trình xói mòn sinh học kết quả xảy ra trong một số giai đoạn.
1. Giai đoạn trước thâm nhập - Các tế bào nấm đạt đến tầng phụ, nơi appressoria (cơ quan của sự gắn kết và hấp thụ) được phát triển.
2. Giai đoạn thâm nhập - Sợi nấm mỏng kéo dài từ các sinh vật nấm vào phần bên trong của đá.
3. Giai đoạn sau thâm nhập - Các sợi nấm thâm nhập theo các khe nứt và khoang của đá để đến các hốc và hốc bên trong. Ở giai đoạn này, các tập đoàn mới bắt đầu phát triển trong giai đoạn được gọi là giai đoạn hậu thâm nhập. Sau đó, các thuộc địa bên trong mở rộng đến kích thước lớn hơn nhiều so với các thuộc địa nhìn thấy bề ngoài.

Sau sự gắn bó và tăng trưởng xâm lấn ban đầu, tăng sinh khối và tăng áp lực trương của sợi nấm mở rộng có thể thúc đẩy sự nới lỏng của các tinh thể đá, cuối cùng sẽ rơi ra khỏi sự hình thành đá chính. Những sự kiện này xảy ra theo kiểu tiến bộ, tạo ra các chu kỳ thâm nhập - mất chất - mất vật liệu và cuối cùng dẫn đến sự xuất hiện của nhiều hố trên bề mặt đá.
Do các sinh vật khác nhau phát triển với tốc độ khác nhau, và trong một loại mô hình tăng trưởng, chủng loài và hình dạng của các sinh vật thu được thường tương ứng với các loài nấm có trong đá.